# NGC 5113
NGC 5113 је спирална галаксија у сазвежђу Велики медвед која се налази на NGC листи објеката дубоког неба.
Деклинација објекта је + 57° 38' 32" а ректасцензија 13h 20m 52,6s. Привидна величина (магнитуда) објекта NGC 5113 износи 12,9 а фотографска магнитуда 13,7. NGC 5113 је још познат и под ознакама NGC 5109, UGC 8393, MCG 10-19-61, CGCG 294-32, IRAS 13189+5754, PGC 46589.